# Сланцева революція

Загальна кількість природного газу бурових установок в США (в тому числі звичайних газових свердловин)

Сланцева революція — якісні зміни в технологіях видобування сланцевого газу, що відбулись у США на початку XXI століття за рахунок впровадження в промислову експлуатацію ефективних технологій видобутку газу з покладів сланцевих порід та призвели до стрімкого зростання його видобутку. Поняття поширене з 2012 року.
Підвищення обсягів видобутку газу призвело до зростання пропозиції на ринку природного газу США і до зниження цін на нього в країні та у світі.
Масштабне промислове виробництво сланцевого газу було розпочате компанією Devon Energy в США на початку 2000-х, яка в 2002 на родовищі Barnett Shale в Техасі вперше застосувала комбінацію Похило-скерованого буріння з протяжними горизонтальними ділянками і багатостадійного гідророзриву пласта.
У період з 2007 по 2014 рік видобуток сланцевого газу в США щороку збільшувалася більш, ніж на 50 %. Як наслідок, США отримали не тільки дешевий газ, але й були змушені розпочати його експорт.

## Сланцева революція та США
Сланцева революція в США призвела до поступового зменшення імпорту енергоресурсів у США, згодом США перетворились на експортера енергоресурсів. Свого піку видобуток сланцевих нафти та газу досяг у 2014 році, коли ціни на нафту та газ були надвисокими. У 2015—2016 році — у період різкого падінням цін на енергоресурси — видобуток сланцевих нафти та газу дещо скоротився через закриття найменш рентабельних проектів.

## Сланцева революція та Росія
Росія, як один з найбільших експортерів нафти та газу, послідовно проводила політику на дискредитацію технологічних досягнень, що призвели до сланцевої революції. У російських ЗМІ (які, у тому числі, транслюються і на інші країни) сланцева революція подавалась як афера, мильна булька тощо. З нарощуванням видобутку сланцевих нафти та газу політика дискредитації поступово вщухла.